# Terrore nello spazio (film 1991)
Terrore nello spazio (Dead Space) è un film di fantascienza del 1991 diretto da Fred Gallo.
Si tratta del remake del film Forbidden World del 1982.

## Trama
Il comandante Steve Krieger riceve un segnale di soccorso lanciato da un laboratorio di ricerca genetica situato sul pianeta Phaebon.
Un esperimento è andato storto e nel suo laboratorio ha preso piede un pericoloso organismo alieno.
Il capitano e Marissa si innamoreranno, e riusciranno a fuggire dal laboratorio, mentre gli altri verranno uccisi dalla creatura impazzita.

## Produzione
Il regista Fred Gallo non vide la sceneggiatura del film fino al primo giorno delle riprese. Queste ultime ebbero durata di soli diciassette giorni.

## Accoglienza

### Critica
Fantafilm scrive che si tratta di un "ennesimo, modestissimo clone di Alien. Regia ed attori poco convinti, scenografie approssimative ed effetti speciali di livello amatoriale, ne fanno uno spettacolo del tutto dimenticabile."

## Citazioni cinematografiche
Nel film sono mostrate alcune scene del film I magnifici sette nello spazio (1980).